# White Airways
White Airways — чартерна авіакомпанія Португалії зі штаб-квартирою у місті Лісабон, що спеціалізується на середньо і далекомагістральних пасажирських перевезеннях.
Портом приписки авіакомпанії є лісабонський Міжнародний аеропорт " Портела.

## Загальні відомості
З 2005 року 75 % White Airways належало найбільшому авіаперевізнику Португалії — член глобального авіаційного альянсу Star Alliance авіакомпанії TAP Portugal, решта 25 % перебували у власності португальського туристичного агентства Abreu Group.
В кінці 2009 року TAP Portugal реалізувала акції White Airways португальському авіаційного холдингу Omni - Aviação e Tecnologia, який з тих пір є фактичним власником авіакомпанії.

## Маршрутна мережа
- Бразилія
  - Натал — Міжнародний аеропорт Натал
  - Ресіфі — Міжнародний аеропорт Ресіфі
  - Салвадор — Міжнародний аеропорт Салвадор

- Кабо-Верде
  - Сал — Міжнародний аеропорт імені Амілкара Кабрала
  - Боавішта (острів) — Аеропорт Боавішта

- Куба
  - Варадеро — Аеропорт імені Хуана Гуальберто Гомеса

- Домініканська Республіка
  - Пунта Кана — Міжнародний аеропорт Пунта Кана
  - Самана — Міжнародний аеропорт Ель-Катрею

- Греція
  - Афіни — Міжнародний аеропорт Афіни
  - Іракліон — Міжнародний аеропорт Іракліон імені Нікоса Казандзакіса
  - Кос — Аеропорт Кос
  - Родос — Міжнародний аеропорт Родос

- Ямайка
  - Монтего-Бей — Міжнародний аеропорт імені сера Дональда Сангстера

- Мальта
  - Мальта — Міжнародний аеропорт Мальти

- Мексика
  - Канкун — Міжнародний аеропорт Канкун

- Португалія
  - Фуншал — Міжнародний аеропорт Мадейри
  - Лісабон — Міжнародний аеропорт " Портела хаб
  - Порту — Аеропорт Порту вторинний хаб
  - Порту-Санту — Аеропорт Порту-Санту

- Іспанія
  - Фуертевентура — Фуертевентура Аеропорт
  - Ібіца — Аеропорт Ібіца
  - Лас-Пальмас-де-Гран-Канарія — Аеропорт Гран-Канарія
  - Лансароте — Аеропорт Лансароте
  - Пальма — Аеропорт Пальма-де-Мальорка
  - Тенерифе — Аеропорт Тенерифе Південний

- Велика Британія
  - Лондон — Аеропорт Лутон — чартери

- США
  - Маямі — Міжнародний аеропорт Маямі

## Чартери
Список авіакомпаній — партнерів White Airways по чартерним маршрутами:
- Abreu
- Iberojet
- MundoVip
- Soltour
- Travelpan
- EntreMares
- Air Niugini

## Флот
Флот на лютий 2017:
| Тип              | В дії | Замовлено | Пасажиромісткість | Пасажиромісткість | Пасажиромісткість | Пасажиромісткість | Примітки                                   |
| Тип              | В дії | Замовлено | F                 | J                 | Y                 | Разом             | Примітки                                   |
| ---------------- | ----- | --------- | ----------------- | ----------------- | ----------------- | ----------------- | ------------------------------------------ |
| Airbus A319CJ    | 2     | —         | VIP               | VIP               | VIP               | VIP               |                                            |
| Airbus A320-200  | 4     | —         | 0                 | 0                 | 174               | 174               |                                            |
| ATR 42-600       | 2     | —         | 0                 | 0                 | 46                | 46                |                                            |
| ATR 72-600       | 8     | —         | 0                 | 0                 | 70                | 70                | Під орудою TAP Express                     |
| Boeing 737-800   | 1     | —         | 0                 | 0                 | 186               | 186               | Під орудою Ceiba Intercontinental Airlines |
| Boeing 777-200LR | 1     | —         | 22                | 28                | 200               | 250               | Під орудою Ceiba Intercontinental Airlines |
| Разом            | 18    | —         |                   |                   |                   |                   |                                            |